# Koszmosz–461
A Koszmosz–461 (oroszul: Космос 461) Koszmosz műhold, a szovjet műszeres műhold-sorozat tagja technikai műhold.

## Küldetés
Dnyepropetrovszk (oroszul: Днепропетровск), Ukrajnában volt a központja több Koszmosz műhold összeszerelésének. A műholdakat típusjelzéssel látták el (sikertelen indításnál a következő indítás kapta a jelölést).
Szabványosított, manőverező műhold. Áramforrása kémiai. Harmadik generációs műhold, katonai és állami célokat szolgált. Csillagászati feladata megegyezett a korábbi Koszmosz–208, Koszmosz–251, Koszmosz–264 és Koszmosz–428 műholdéval. Kialakított pályasíkja mentén fototechnikai felderítést, műszereivel atomkísérletek ellenőrzését végezte, illetve röntgensugár-csillagászati méréseket végzett. Röntgensugár mérésére egy szcintillációspektrométer szolgált 28 kilóelektrovolt (keV) – 4,1 millióelektronvolt (MeV) tartományban. A mérőberendezés 2 percig aktív, 6 percig passzív szakaszban gyűjtött adatokat.

## Jellemzői
1971. december 2-án a Bajkonuri űrrepülőtér indítóállomásról egy Voszhod (11A57) rakétával juttatták alacsony Föld körüli (LEO = Low-Earth Orbit) közeli körpályára. Az orbitális egység pályája 94,5 perces elliptikus pálya-perigeuma 490 kilométer, apogeuma 520 kilométer volt. Hasznos tömege 680 kilogramm. Szolgálati ideje 1979.február 21-én fejeződött be.

## Külső hivatkozások
- Koszmosz–461. nasa.gov. (Hozzáférés: 2012. november 2.)